# Hošča
Hošča (ukrajinsky Гоща, polsky Hoszcza) je městys (ukrajinsky selyšče) v Rovenské oblasti na Ukrajině. K roku 2011 měla přes pět tisíc obyvatel.

## Poloha a doprava
Hošča leží na pravém, východním břehu Horyně, pravého přítoku Pripjati v povodí Dněpru. Od Rovna, správního střediska oblasti, je vzdálena přibližně šestadvacet kilometrů východně.

## Dějiny
První písemná zmínka je z roku 1152. Po třetím dělení Polska připadla roku 1795 do ruského impéria, kde byla součástí Volyňské gubernie. Na konci první světové války připadla do Druhé Polské republiky, kde byla součástí Volyňského vojvodství. Na počátku druhé světové války ji nejprve v rámci své invaze do Polska obsadil Sovětský svaz a následně ji v rámci své svého útoku na Sovětský svaz obsadilo nacistické Německo. Po konci druhé světové válka připadla Sovětskému svazu, kde se stala součástí Ukrajinské sovětské socialistické republiky.